# Dhaka (phân khu)
Phân khu Dhaka (tiếng Bengal: ঢাকা বিভাগ, Ḑhaka Bibhag) là một đơn vị hành chính tại Bangladesh. Thủ phủ và thành phố lớn nhất của phân khu là Dhaka. Phân khu có diện tích 31.051 km², và dân số theo điều tra năm 2011 (kết quả sơ bộ) là 46.729.000 người, được sửa lại thành 47.424.418.
Phân khu Dhaka giáp với bang Meghalaya của Ấn Độ ở phía bắc, với phân khu Barisal ở phía nam, với phân khu Chittagong ở phía đông nam, với phân khu Sylhet ở phía đông, với phân khu Rangpur ở phía tây bắc, và các phân khu Rajshahi và Khulna ở phía tây.

## Hành chính
Phân khu Dhaka, trước đây gọi là phân khu Dacca của tỉnh Đông Pakistan, bao gồm một thành phố hợp nhất, 17 huyện, 58 khu tự quản, 123 upazila, 1,239 parishads liên hiệp, 12,765 mouza, 549 phường, 1.623 mahalla và 25.244 làng.
| Tên               | Thủ phủ     | Diện tích (km²) | Dân số điều tra 1991 | Dân số điều tra 2001 | Dân số điều tra 2011 (kế quả sơ bộ) |
| ----------------- | ----------- | --------------- | -------------------- | -------------------- | ----------------------------------- |
| Huyện Dhaka       | Dhaka       | 1.459,56        | 5.839.642            | 8.511.228            | 11.875.000/12,043,977               |
| Huyện Faridpur    | Faridpur    | 2.072,72        | 1.505.686            | 1.756.470            | 1.867.000                           |
| Huyện Gazipur     | Gazipur     | 1.741,53        | 1.621.562            | 2.031.891            | 3.333.000                           |
| Huyện Gopalganj   | Gopalganj   | 1.489,92        | 1.060.791            | 1.165.273            | 1.149.000                           |
| Huyện Jamalpur    | Jamalpur    | 2.031,98        | 1.874.440            | 2.107.209            | 2.265.000                           |
| Huyện Kishoreganj | Kishoreganj | 2.731,21        | 2.306.087            | 2.594.954            | 2.853.000                           |
| Huyện Madaripur   | Madaripur   | 1.144,96        | 1.069.176            | 1.146.349            | 1.149.000                           |
| Huyện Manikganj   | Manikganj   | 1.383,06        | 1.175.909            | 1.285.080            | 1.379.000                           |
| Huyện Munshiganj  | Munshiganj  | 954,96          | 1.188.387            | 1.293.972            | 1.420.000                           |
| Huyện Mymensingh  | Mymensingh  | 4.363,48        | 3.957.182            | 4.489.726            | 5.042.000                           |
| Huyện Narayanganj | Narayanganj | 687,76          | 1.754.804            | 2.173.948            | 2.897.000                           |
| Huyện Narsingdi   | Narsingdi   | 1.140,76        | 1.652.123            | 1.895.984            | 2.202.000                           |
| Huyện Netrakona   | Netrokona   | 2.810,40        | 1.730.935            | 1.988.188            | 2.207.000                           |
| Huyện Rajbari     | Rajbari     | 1.118,80        | 835.173              | 951.906              | 1.040.000                           |
| Huyện Shariatpur  | Shariatpur  | 1.181,53        | 953.021              | 1.082.300            | 1.146.000                           |
| Huyện Sherpur     | Sherpur     | 1.363,76        | 1.138.629            | 1.279.542            | 1.334.000                           |
| Huyện Tangail     | Tangail     | 3.375,00        | 3.002.428            | 3.290.696            | 3.571.000                           |
| Toàn phân khu     | Dhaka       | 31.051,39       | 32.665.975           | 39.044.716           | 46.729.000//47.424.418              |